# Février 1852

## Événements
- Camillo Cavour est exclu du gouvernement piémontais à la suite de son rapprochement avec le centre gauche de Rattazzi (connubio).

- 3 février : victoire de Justo José de Urquiza contre les forces de Juan Manuel de Rosas à la bataille de Caseros, en Argentine. Rosas s’exile en Europe et Urquiza prend le pouvoir. Cette lutte pour le pouvoir est l’aboutissement de l’opposition entre les prétentions centralistes de Buenos Aires et le fédéralisme des provinces de l’Intérieur.
  - Alliance du Brésil avec les provinces argentines dissidentes (Entre Ríos et Corrientes) contre les forces du dictateur Rosas, qui sont battues à Monte Caseros.

- Décret du 17 février limitant la liberté de la presse en France.

- 19 février, France : décret approuvant la fusion de la Compagnie du chemin de fer d'Amiens à Boulogne dans la Compagnie du chemin de fer du Nord.

- 23 février - 19 décembre : ministère tory du comte de Derby, Premier ministre du Royaume-Uni.

- 27 février : Benjamin Disraeli devient chancelier de l'Échiquier au Royaume-Uni. Il prend en main le parti conservateur désorienté par la crise libre-échangiste. Il institue le Conservative Central Office pour administrer le mouvement (1870).

- 29 février : élections législatives marquant la victoire absolue de Louis-Napoléon Bonaparte : 257 sièges sur 260.

## Naissances
- 4 février : Paulin Bertrand, peintre et sculpteur français († 27 mars 1940).
- 5 février : Georges Quilliard, homme politique et sénateur de la troisième république.
- 13 février : John Dreyer (mort en 1926), astronome irlando-danois.
- 16 février : Charles Taze Russell pasteur fondateur du mouvement des Étudiants de la Bible, ancêtre des Témoins de Jéhovah.
- 26 février : John Harvey Kellogg, médecin et chirurgien américain, inventeur des Corn Flakes.

## Décès
- 9 février : Louis-Benjamin Fleuriau de Bellevue (né en 1761), géologue français.
- 10 février : William Lewis Hughes, 1er baron Dinorben, homme politique britannique (° 10 novembre 1767).